# Mandla Masango
Mandla Masango (Kwaggafontein, 18 luglio 1989) è un ex calciatore sudafricano, di ruolo centrocampista.

## Carriera

### Club
Ha giocato nella prima divisione sudafricana ed in quella danese.

### Nazionale
Ha esordito in nazionale nel 2013. Nel 2015 ha partecipato alla Coppa d'Africa.